# Гомогамия (биология)

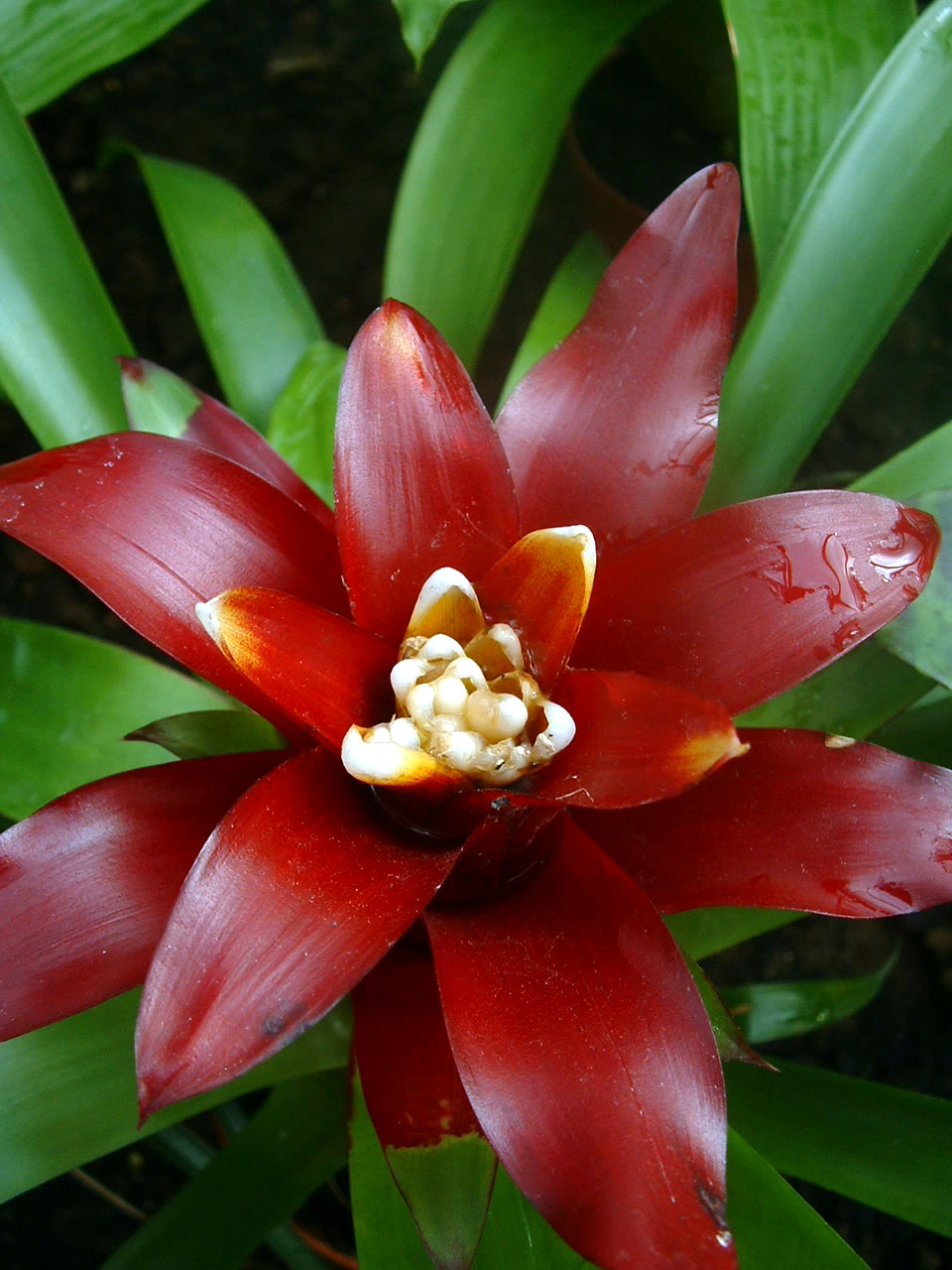
Гусмания — пример самоопыляющегося растения

Гомога́мия (от др.-греч. ὁμός — подобный, одинаковый, γάμος — брак) — термин, относящийся к понятию размножение, имеющий в биологии три отдельных смысла. Конкретно это следующее:

## Скрещивание близкородственных форм
Гомогамия является общим названием скрещивания близкородственных форм одной популяции организмов. При этом в отношении животных обычно используют уточняющее понятие «инбридинг». Для растений применяется термин «инцухт» (нем. Inzucht).

## Самоопыление растений
Гомогамия используется как определение одновременного созревание рыльца и пыльников у обоеполого, то есть, имеющего гермафродитизм цветка. В растительном мире ситуация самооплодотворения встречается у многих видов грибов, водорослей и цветковых растений (самоопыление у самофертильных растений).

## Передача одинаковых комбинаций генов
Гомогамия является термином, обозначающим передачу одинаковых комбинаций генов как от особей мужского, так и женского пола.